# Harfa grm
Harfa grm (lat. Plectranthus), rod grmova i polugrmova iz porodice medićevki iz južne i tropske  Afrike, Madagaskara (mnogo), Šri Lanke. Smješten je u podtribus Plectranthinae, dio tribusa Ocimeae, potporodica Nepetoideae. Rod je znatno smanjen odvajanjem Coleusa i Equilabiuma (Paton et al.). Tipična vrsta je Plectranthus fruticosus L'Hér.

## Etimologija
Latinsko ime roda Plectranthus potječe od grčkog πλῆκτρον (plēktron), 'sve čime se udara', 'plektrum', 'trzalica za liru'; odnosi se na ostrugu koja se nalazi na dnu cijevi vjenčića tipske vrste za rod, P. fruticosus. + ἄνθος (anthos), 'cvat, cvijet'.

## Opis
Plectranthus je rod jednogodišnjih biljaka, zimzelenih trajnica, polusukulenata i grmova porijeklom iz Afrike. Ove se biljke uvelike razlikuju ovisno o vrsti. Neke se uzgajaju kao ukrasi, pokrivači tla ili zbog atraktivnog lišća. Ove se biljke često koriste u visećim košarama ili za dodavanje boje tijekom vegetacijske sezone.
Grane često leže uspravne, često ukorijenjene u čvorovima. Lišće je nasuprotno. Cvat na vrhu ili u gornjim pazušcima listova; cvjetovi u zbijenim cimoznim grozdovima. Čaška 2-usna; donja usna ± jednako 4-režnjevita (s 2 bočna režnja i 1 srednjim parom režnja), s režnjevima ± trokutastim, oštrim ili ušiljenim; gornja usna jedan široki režanj jedva duži od donje usne. Vjenčić s 2 usne; cijev različito svinuta do ravna, duža od čaške, na dnu nabrekla ili na gornjoj strani izvedena u ostrugu; donja usna cijela; gornja usna 3 ili 4 režnjevita. Prašnika 4, plodnih; prašnici ± kružni, medifiksirani. Jajnik duboko 4-režnjevit; stil ginobazičan. Stigma dvofidna.

## Vrste
Na popisu je 77 vrsta, dok Kew na svom popisu još ima 83 vrste.
1. Plectranthus alboviolaceus Gürke
2. Plectranthus ambiguus (Bolus) Codd
3. Plectranthus amplexicaulis Hedge
4. Plectranthus antongilicus Hedge
5. Plectranthus asymmetricus A.J.Paton
6. Plectranthus atroviolaceus Hedge
7. Plectranthus betampoanus Hedge
8. Plectranthus bracteolatus A.J.Paton
9. Plectranthus brevicaulis (Baker) Hedge
10. Plectranthus brevimentum T.J.Edwards
11. Plectranthus canescens Benth.
12. Plectranthus capuronii Hedge
13. Plectranthus chimanimanensis S.Moore
14. Plectranthus ciliatus E.Mey.
15. Plectranthus clementiae Hedge
16. Plectranthus cordatus A.J.Paton & Phillipson
17. Plectranthu decaryi Hedge
18. Plectranthus delicatissimus Hedge
19. Plectranthus ecklonii Benth.
20. Plectranthus elegans Britten
21. Plectranthus elegantulus Briq.
22. Plectranthus ellipticus Hedge
23. Plectranthus emirnensis (Baker) Hedge
24. Plectranthus ernstii Codd
25. Plectranthus forsythii Hedge
26. Plectranthus fruticosus L´Hér.
27. Plectranthus gardneri Thwaites
28. Plectranthus gibbosus Hedge
29. Plectranthus grallatus Briq.
30. Plectranthus grandibracteatus Hedge
31. Plectranthus guruensis A.J.Paton
32. Plectranthus hexaphyllus Baker
33. Plectranthus hilliardiae Codd
34. Plectranthus hirsutus Hedge
35. Plectranthus hoslundioides Scott Elliot
36. Plectranthus humbertii Hedge
37. Plectranthus incrassatus Hedge
38. Plectranthus laurifolius Hedge
39. Plectranthus linearis Hedge
40. Plectranthus longiflorus Benth.
41. Plectranthus longipetiolatus Hedge
42. Plectranthus lucidus (Benth.) van Jaarsv. & T.J.Edwards
43. Plectranthus macilentus Hedge
44. Plectranthus malvinus van Jaarsv. & T.J.Edwards
45. Plectranthus mandalensis Baker
46. Plectranthus marquesii Gürke
47. Plectranthus membranaceus (Scott Elliot) Hedge
48. Plectranthus miserabilis Briq.
49. Plectranthus mocquerysii Briq.
50. Plectranthus mzimvubuensis van Jaarsv.
51. Plectranthus oblanceolatus Hedge
52. Plectranthus oertendahlii T.C.E.Fr.
53. Plectranthus ombrophilus Hedge
54. Plectranthus oribiensis Codd
55. Plectranthus papilionaceus Ranir. & Phillipson
56. Plectranthus pichompae Hedge
57. Plectranthus praetermissus Codd
58. Plectranthus purpuratus Harv.
59. Plectranthus reflexus van Jaarsv. & T.J.Edwards
60. Plectranthus rosulatus Hedge
61. Plectranthus rubropunctatus Codd
62. Plectranthus rubroviolaceus Hedge
63. Plectranthus saccatus Benth.
64. Plectranthus scaposus Hedge
65. Plectranthus schweinfurthii Sprenger; privremeno prihvaćen naziv.
66. Plectranthus secundiflorus (Baker) Hedge
67. Plectranthus strangulatus A.J.Paton
68. Plectranthus strigosus Benth. ex E.Mey.
69. Plectranthus stylesii T.J.Edwards
70. Plectranthus swynnertonii S.Moore
71. Plectranthus termiticola A.J.Paton
72. Plectranthus trilobus Hedge
73. Plectranthus verticillatus (L.f.) Druce
74. Plectranthus vestitus Benth.
75. Plectranthus vinaceus Hedge
76. Plectranthus zenkeri Gürke
77. Plectranthus zuluensis T.Cooke

## Sinonimi
- Germanea Lam.; Encycl. 2: 690 (1788)